# Jan Vlachý
Jan Vlachý (20. srpna 1895 Mokré Lazce – 23. března 1943 Berlín- Plötzensee) byl československý legionář  a plukovník československé armády. Za Protektorátu Čechy a Morava byl velitel krajského velitelství protiněmecké ilegální vojenské odbojové organizace Obrana národa v Plzni. Brigádní generál in memoriam.

## Život
Studoval na gymnáziu v Opavě (1907-1915). Dne 15. března 1915 byl odveden do rakousko-uherské armády, a to k opavskému 15. pěšímu zeměbraneckému pluku. Absolvoval důstojnickou školu. V únoru 1916 byl vyslán na východní (ruskou) frontu. Dne 21. července byl u Berestečka zraněn a padl do ruského zajetí. Byl internován v Novo Nikolajevsku. V červnu 1917 vstoupil do československého vojska na Rusi. Návrat do vlasti se uskutečnil v roce 1919 po trase Vladivostok – Kanada – Cuxhaven. Službu v československých legiích ukončil v hodnosti poručíka. Za první republiky sloužil v různých posádkách. Dne 1. července 1937 byl povýšen na plukovníka dělostřelectva.
Po německé okupaci Čech, Moravy a Slezska se stal velitelem krajského velitelství Obrany národa v Plzni. Dne 5. března 1940 byl zatčen a dne 29.10.1942 byl odsouzen k trestu smrti. Dne 23. března 1943 byl v Berlíně, Plötzensee popraven gilotinou.

## Vyznamenání
- – Československý válečný kříž 1939 in memoriam (1945)
- – Československá revoluční medaile
- – Československá medaile Vítězství
- – Srbský Řád bílého orla (IV. třída)